# 吴江市康复医院
苏州市吴江区精神康复医院，原吴江市康复医院、吴江市庞山湖医院，是中国江苏省的一所医院，为二级医院，位于吴江市电视塔南约一公里吴模村八组，是吴江区唯一一所精神专科医疗机构。

## 历史
1987年12月25日建立，原名为苏州市庞山湖医院、吴江市康复医院，隶属吴江市民政局。2003年，医院由民政局转为卫生局主管，为全民事业医疗单位。2013年10月6日，医院整体搬迁至苏州湾云龙西路新址，并更名为“苏州市吴江区精神康复医院、残疾人托养中心”。2015年9月，被确定为二级精神专科医院。